# دوغلاس ثاير
دوغلاس ثاير (بالإنجليزية: Douglas Thayer)‏ (19 أبريل 1929 - 17 أكتوبر 2017)؛ روائي أمريكي.